# Список почесних громадян Сєвєродонецька
Почесний громадянин Сєвєродонецька — звання, що присвоюється за значний внесок в розвиток міста Сєвєродонецька. Присвоєння звання проводиться двічі на рік: до Дня міста та до Дня Незалежності України. Звання може бути присвоєно як громадянам України, так і видатним іноземним громадянам, які одержали визнання жителів міста Сєвєродонецька.
Звання присвоювалися з 1981 по 2019.

### Список почесних громадян міста Сєвєродонецька
| Прізвище рік присвоєння          | роки життя              | професія, внесок | Світлина |
| -------------------------------- | ----------------------- | --- | -------- |
| Асєєв Віталій Степанович         | 04.08.1939              | Директор музичного училища ім. С. С. Прокоф'єва 1980—2010 рр. - В.ЭЛИОЗОВА. Юбилей Маэстро. Северодонецк online.(рос.) |          |
| Білецький Андрій Васильович      | 16.06.1929 — 11.08.2011 | Лікар-отоларинголог, завідувач відділенням міської лікарні. Заслужений лікар УРСР. - Марк Цыбульский (6.11.2014). Чарующий голос Высоцкого. Архів оригіналу за 30 січня 2020. Процитовано 10 квітня 2020.(рос.) |          |
| Волохов Іван Васильович          | 17.10.1942              | 1987-2013 Головний інженер Азоту, з 2013 — радник голови правління. Почесний громадянин міста. - Твои люди,«Азот». ЭКЗАМЕН ПО ХИМИИ. http://www.azot.lg.ua/. 17.10.2012. {{cite web}}: Зовнішнє посилання в \|publisher= (довідка)(рос.) |          |
| Динейкін Григорій Іванович       | 15.10.1951 — 03.12.2007 | Директор ТЕЦ |          |
| Кир'яков Дмитро Яковлевич (1994) | 1913-2001               | Заслужений будівельник УРСР |          |
| Кривохижа Василь Іванович (2021) |                         | головний енергетик ПРАТ «Азот» |          |
| Кузло Віктор Григорович (1996)   | 20.05.1936 — 30.11.2021 | Хирург, завідувач відділенням міської лікарні, головний хірург міста - Відомий у Сєвєродонецьку лікар Віктор Кузло нагороджений почесною відзнакою. Сєвєродонецька міська рада. 30 жовт. 2019 р. |          |
| Кулаков Сергій Володимирович     | 04.02.1962              | тренер з бальних танців міського палацу культури. - Узнаваемый и ни с кем не сравнимый. Сєвєродонецька міська рада. 03.02.2017. Архів оригіналу за 4 березня 2021. Процитовано 10 квітня 2020.(рос.) - Сергій Кулаков в ефірі "Донбас lite". Суспільне Донбас. 11.12.2018. - Ансамбль бального танца «Эврика» отметил 25-летие. "Час Пик". 16.03.2012. Архів оригіналу за 10 квітня 2020. Процитовано 10 квітня 2020.(рос.)                               |          |
| Ліщина Богдан Миколайович        | 04.07.1937-23.11.2009   | Генеральний директор ВО «Азот» |          |
| Нестеров Микола Григорович       | 03.03.1939 — 06.2017    | Директор ВО «Склопластик» |          |
| Новохатний Андрій Олександрович  | 1925 - 07.02.2025       | Організатор і директор (1958—1987 рр.) Науково-виробничого об'єднання «Імпульс» - А.О.Новохатній. IT в Україні. 2012. Архів оригіналу за 20 лютого 2020. Процитовано 9 квітня 2020. - Засновники промислової системотехніки. Європейський віртуальний комп'ютерний музей. Архів оригіналу за 19 серпня 2019. Процитовано 9 квітня 2020. - Дякуємо переможцям!. ДМК Луганська ОДА. 4 трав. 2020.(рос.)                                                     |          |
| Панаїт Володимир Венедиктович    | 1926-2011               | Начальник комбінату «Ворошиловградхімбуд», Депутат Верховної Ради УРСР 11-го скликання |          |
| Талан Світлана Олегівна (2017)   | 07.03.1960              | Письменниця |          |
| Чірьян Роберт Арутович           | 08.07.1939-13.09.2018   | тренер, директор дитячої спортивної школи тенісу протягом 40 років, Почесний тренер України, відмінник освіти України, суддя Всесоюзної та Національної категорій. - засідання літературного клубу Луганщини. Кризовий медіа-центр "Сіверський Донець". 16.02.2018. Процитовано 9 квітня 2020. - Спортивная история Северодонецка. БіБЛіОТЕКА ДЛЯ ЮНАЦТВА ім. Й.Б.Курлата. 24.04.2018. Архів оригіналу за 9 серпня 2020. Процитовано 9 квітня 2020.(рос.) |          |